# Міхаель Тарнат
Міхаель Тарнат (нім. Michael Tarnat, нар. 27 жовтня 1969, Гільден) — німецький футболіст, що грав на позиції захисника, півзахисника.
Виступав, зокрема, за клуб «Баварія», а також національну збірну Німеччини.
Чотириразовий чемпіон Німеччини і триразовий володар Кубка Німеччини. Переможець Ліги чемпіонів УЄФА, володар Міжконтинентального кубка та володар Кубка Інтертото. 

## Клубна кар'єра
У дорослому футболі дебютував 1990 року виступами за команду клубу «Дуйсбург», в якій провів чотири сезони, взявши участь у 134 матчах чемпіонату. 
Протягом 1994—1997 років захищав кольори команди клубу «Карлсруе СК». За цей час виборов титул володаря Кубка Інтертото.
Своєю грою за останню команду привернув увагу представників тренерського штабу клубу «Баварія», до складу якого приєднався 1997 року. Відіграв за мюнхенський клуб наступні шість сезонів своєї ігрової кар'єри. Більшість часу, проведеного у складі мюнхенської «Баварії», був основним гравцем команди. За цей час додав до переліку своїх трофеїв чотири титули чемпіона Німеччини, ставав володарем Кубка Німеччини (тричі), переможцем Ліги чемпіонів УЄФА, володарем Міжконтинентального кубка.
Протягом 2003—2004 років захищав кольори команди клубу «Манчестер Сіті».
Завершив професійну ігрову кар'єру у клубі «Ганновер 96», за команду якого виступав протягом 2003—2009 років.

## Виступи за збірну
У 1996 році дебютував в офіційних матчах у складі національної збірної Німеччини. Протягом кар'єри у національній команді, яка тривала усього 3 роки, провів у формі головної команди країни 19 матчів.
У складі збірної був учасником чемпіонату світу 1998 року у Франції.

## Титули і досягнення
- Чемпіон Німеччини (4):

«Баварія»: 1999, 2000, 2001, 2003
- Володар Кубка Німеччини (3):

«Баварія»: 1998, 2000, 2003
- Володар Кубка німецької ліги (4):

«Баварія»: 1997, 1998, 1999, 2000
- Переможець Ліги чемпіонів УЄФА (1):

«Баварія»: 2001
- Володар Міжконтинентального кубка (1):

«Баварія»: 2001
- Володар Кубка Інтертото (1):

«Карлсруе СК»: 1996